# Waterdunen (natuur- en recreatiegebied)
Waterdunen is een natuur- en recreatiegebied in West-Zeeuws-Vlaanderen.

## Natuurgebied

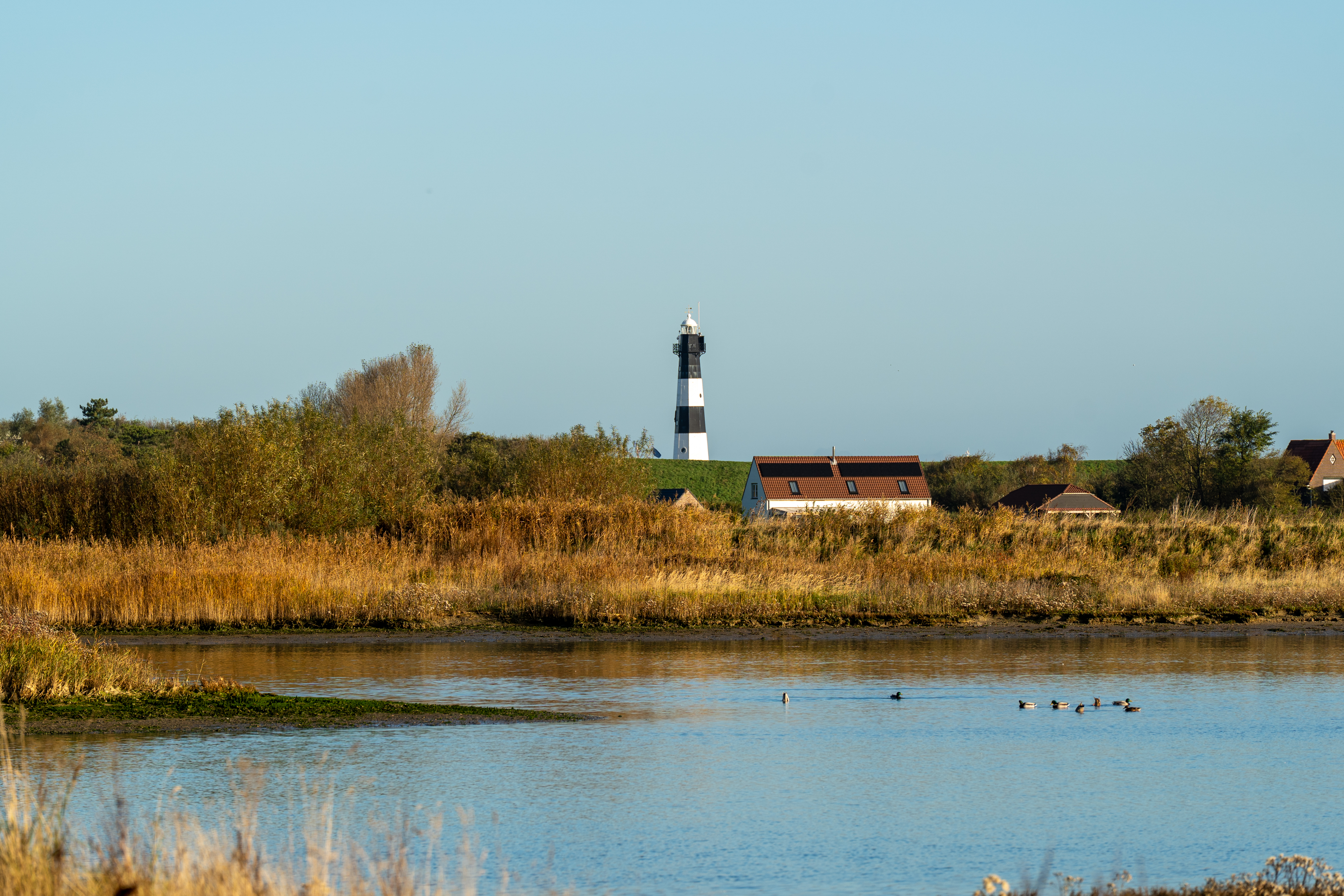
Zicht op de vuurtoren van Breskens vanuit Natuurgebied Waterdunen.

In West-Zeeuws-Vlaanderen werd vanaf 2012 een 350 hectare groot natuur- en recreatiegebied aangelegd op de plaats waar voordien camping Napoleonhoeve en een groot akkerbouwgebied lagen. Dit is in de Oud- en Jong Breskenspolder, ten noorden van Groede, tussen de Groedse Duintjes en bungalowpark Schoneveld. De natuur werd ontworpen als getijdennatuur, via een getijdenduiker stroomt het zeewater uit de Westerschelde gecontroleerd het natuurgebied in. Eind 2014 zijn de grondwerken opgeleverd en in december 2021 is het gebied opengesteld voor bezoekers. Het getijdennatuurgebied is een gebied met kreken, slikken, schorren en eilanden. Die dienen als foerageer-, rust- en broedgebied voor vele kustvogels. Bezoekers kunnen deze vogels ongestoord van dichtbij bekijken via vogelkijkhutten en kijkschermen. Ook is het gebied een geschikte plek voor trekvogels, aangezien het op een zeer strategisch punt is gelegen langs de kust waar de trekvogels hun oversteek maken over de Westerschelde. Ter hoogte van Waterdunen is er dan ook een door vogelaars veel gebruikte trektelpost. In het nieuwe gebied kunnen de trekvogels veilig rusten en foerageren om vervolgens hun reis te vervolgen.  Jaarlijks passeren hier veel bijzondere soorten waaronder de visarend.

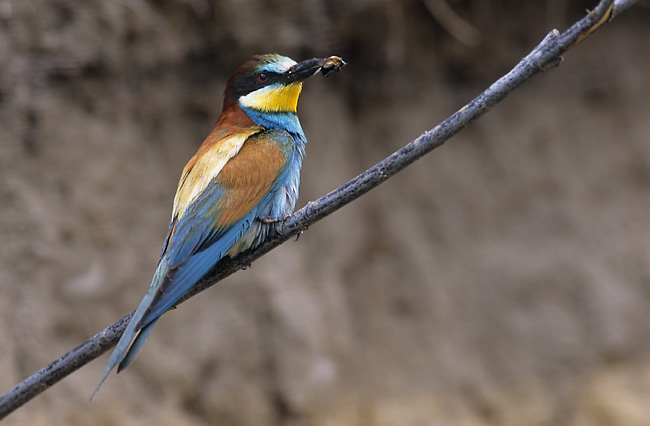
Bijeneter, een jaarlijkse doortrekker in Waterdunen.

Door de instroom van zout water en de wisseling van hoog en laag water zullen in het gebied zoutplanten groeien en er zullen zilte graslanden ontstaan. Ook zijn zilte teelten toegestaan, waaronder zeekraal dat als groente wordt gebruikt.

## Getijdenduiker
De in- en uitstroom van zout water wordt mogelijk gemaakt door de getijdenduiker die gebouwd is in de dijk van 't Killetje. De getijdenduiker bestaat uit vier kokers die door de dijk heen lopen. De eerste koker voert het overtollige polderwater af. Hiervoor is een sloot aangelegd rond de Waterdunen. De andere drie kokers zorgen ervoor dat het water vanuit de Westerschelde bij eb en vloed het natuurgebied uit- en instroomt. Deze kokers zijn voorzien van schuiven waarmee het waterpeil in de Waterdunen wordt geregeld. In geval van nood kunnen deze volledig gesloten worden. De getijdenduiker is in september 2019 in gebruik genomen. In een van de kokers kan een turbine worden geplaatst waarmee door het in- en uitstromende water energie kan worden opgewekt.  

## Oorsprong naam
Het natuurgebied is vernoemd naar het nabijgelegen verdronken dorp Waterdunen.

## Afbeeldingen

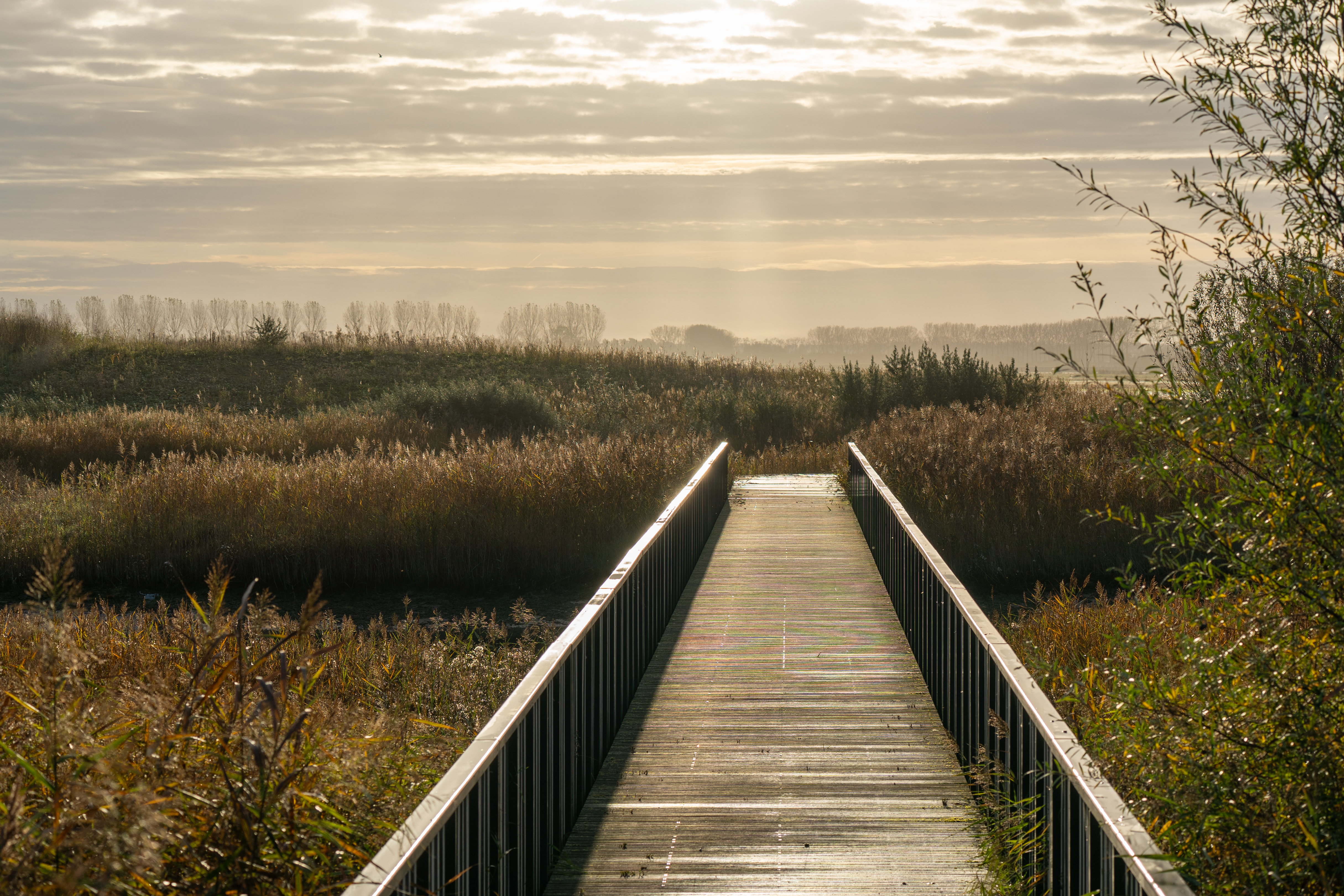
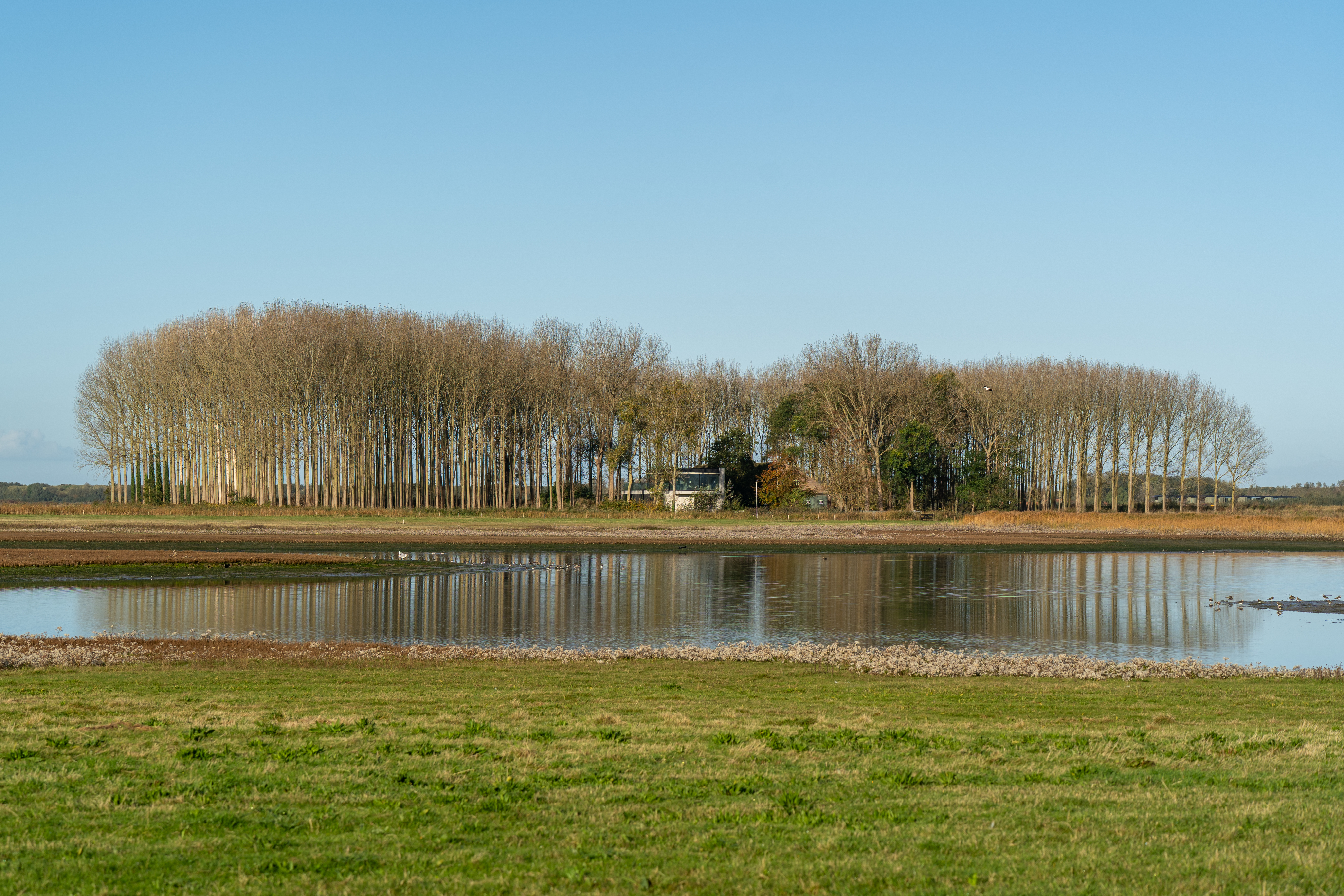
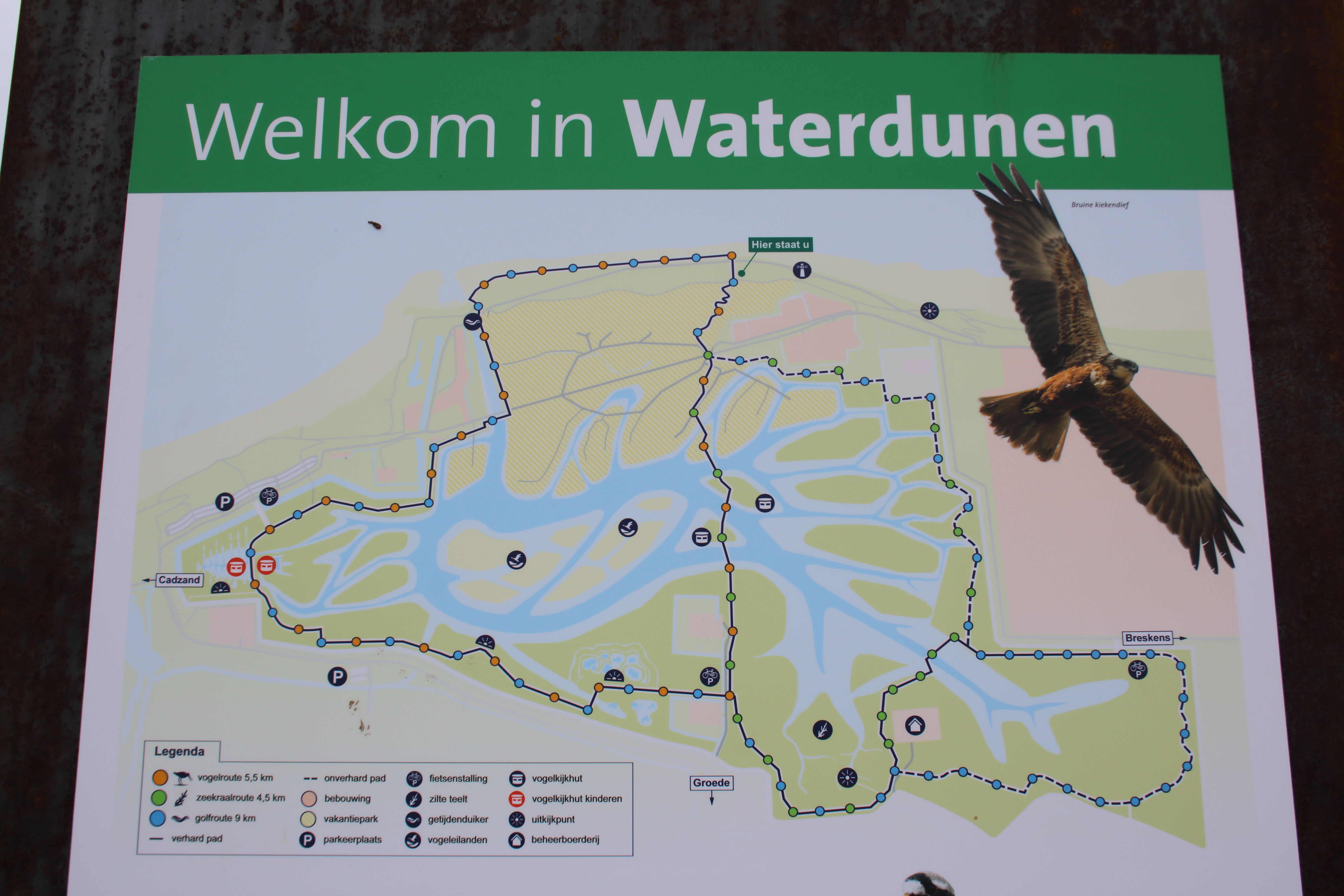
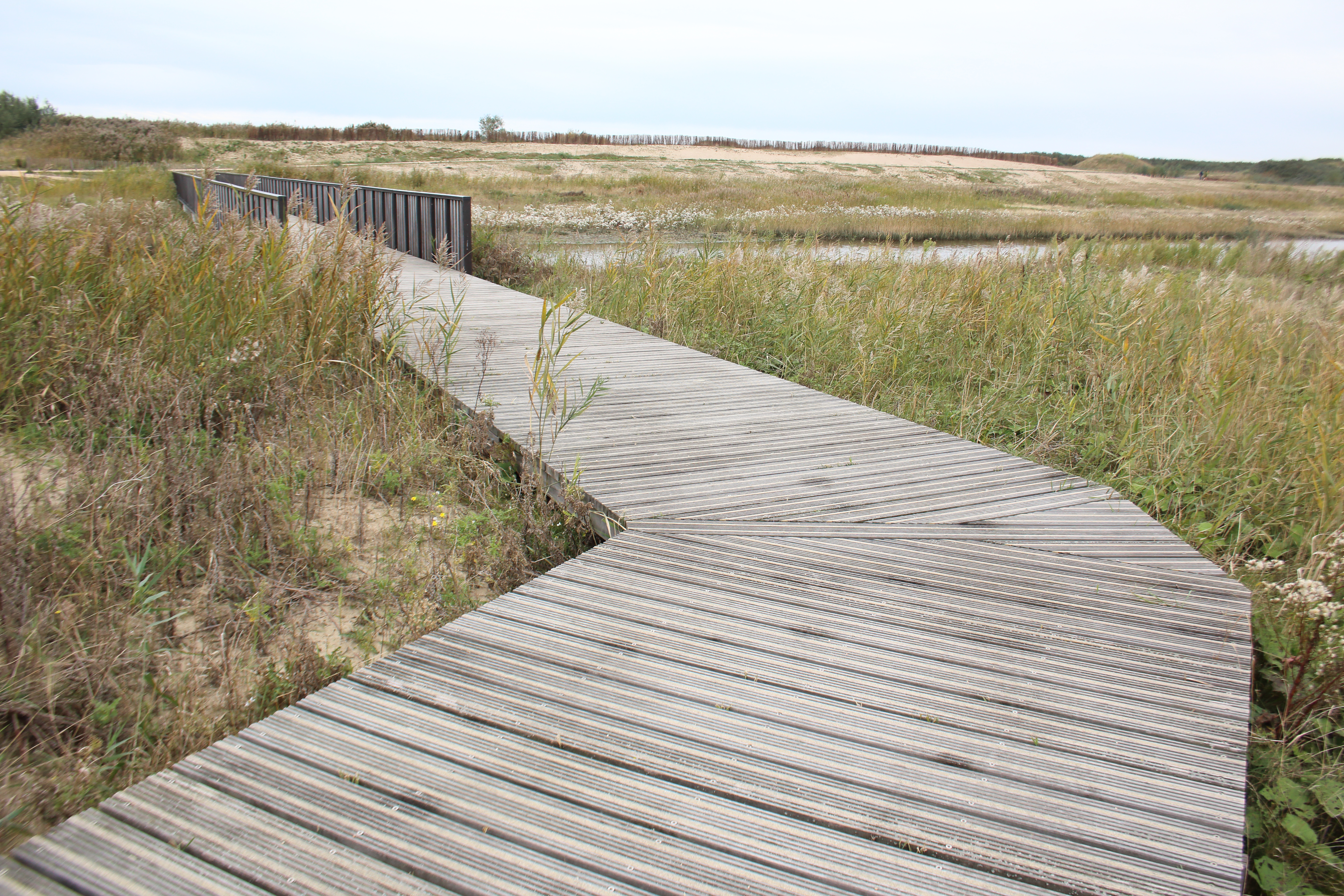
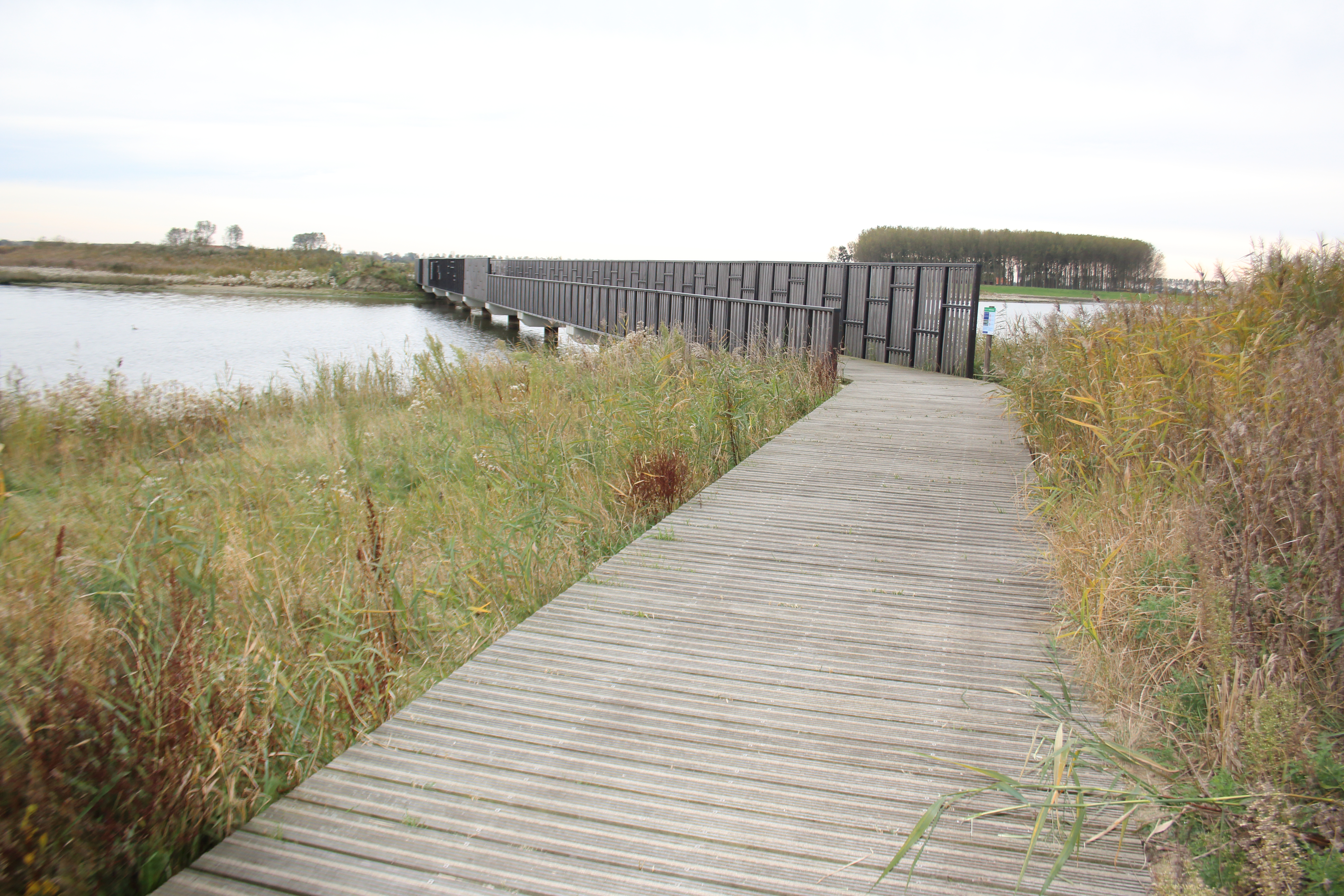
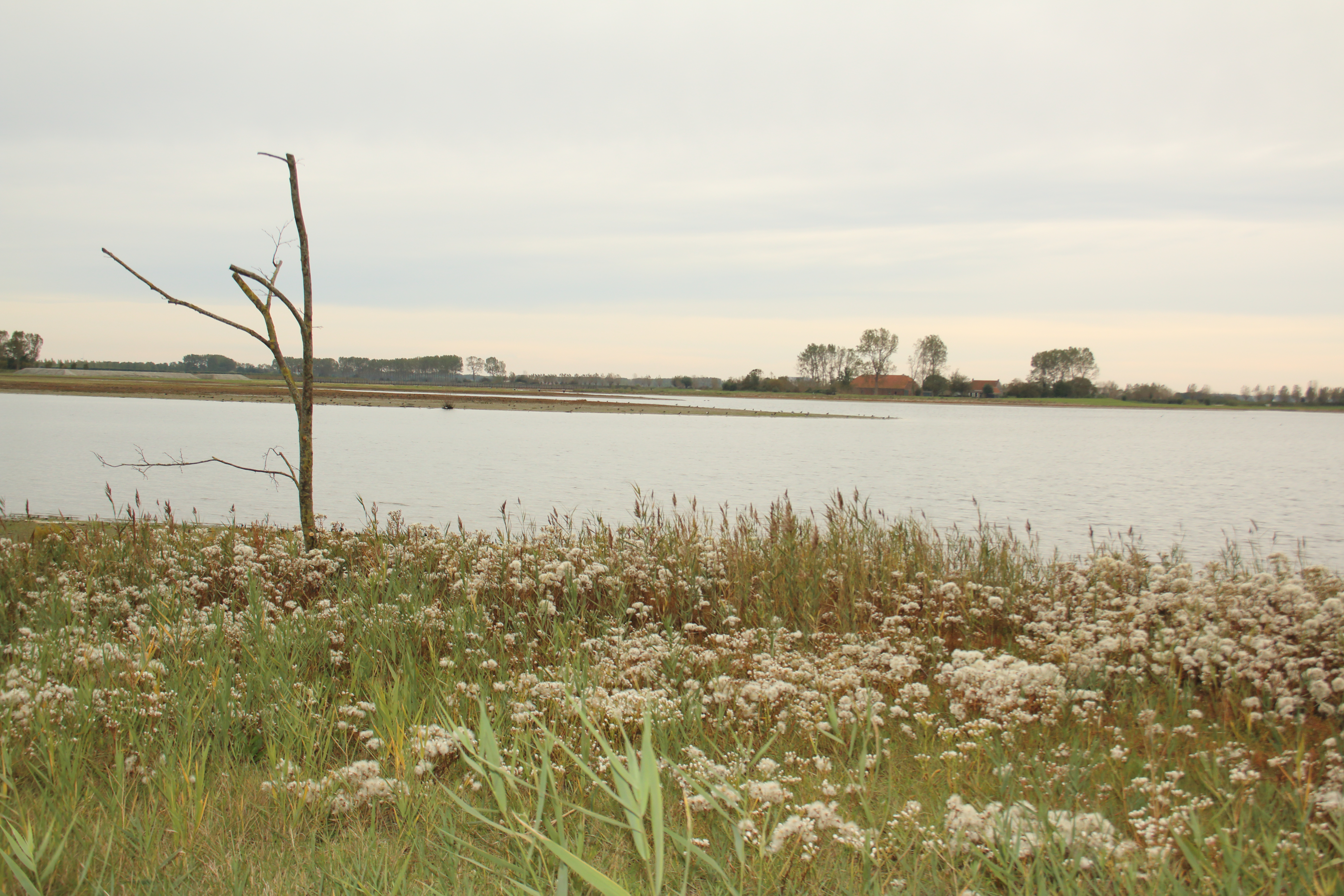